# România la Jocurile Olimpice de iarnă din 2010

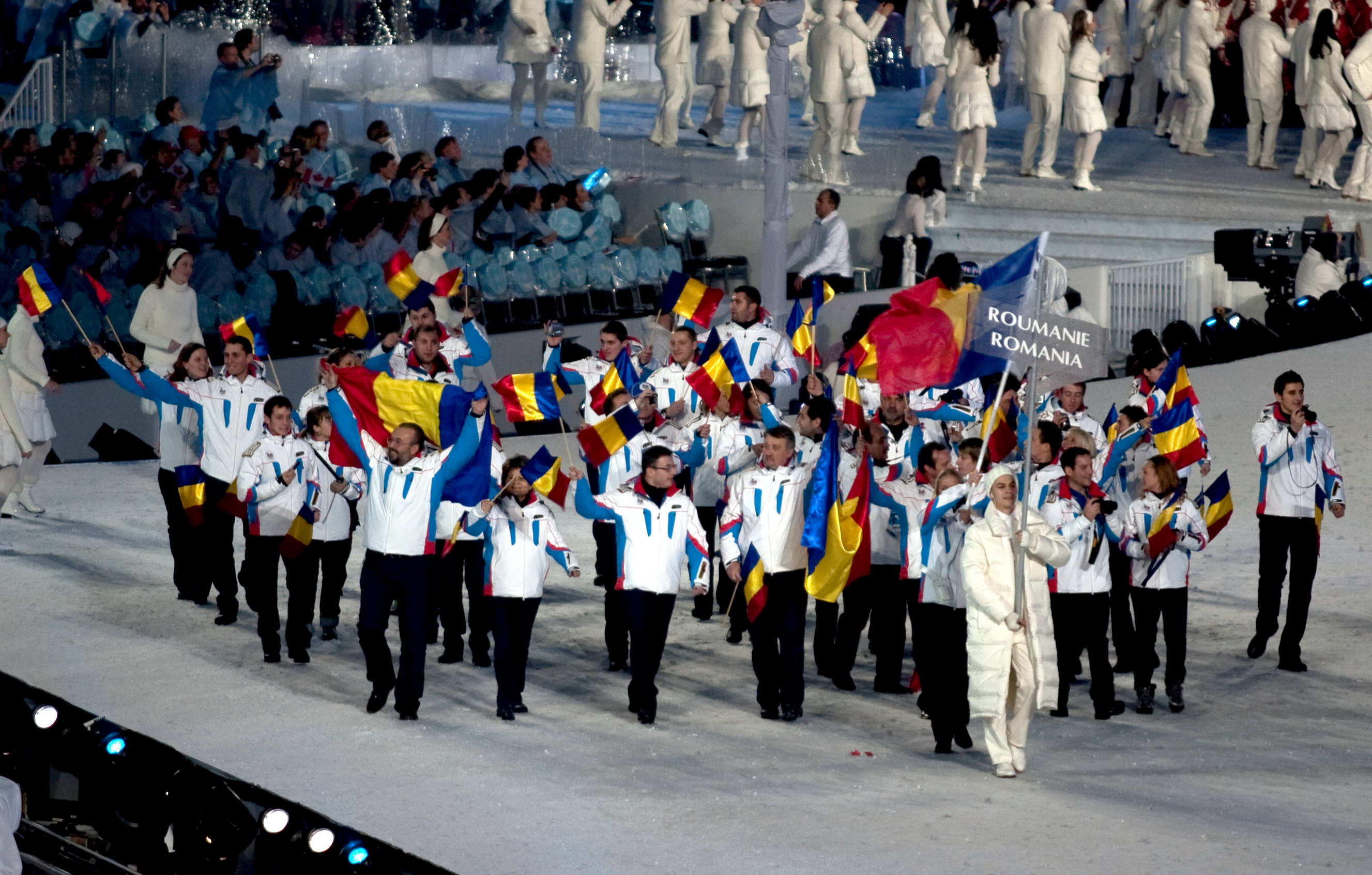
Echipa României la ceremonia de deschidere.

România a participat la Jocurile Olimpice de iarnă din 2010 cu 29 de sportivi care au concurat la 9 sporturi (biatlon, bob, patinaj artistic, patinaj viteză, sanie, schi acrobatic, schi alpin, schi fond și skeleton).

## Participarea românească
România a trimis la Vancouver o delegație formată din 29 sportivi (14 bărbați și 15 femei), care au concurat la 9 sporturi cu 28 probe (11 masculine și 17 feminine). La această ediție s-a înregistrat prima participare la o olimpiadă de iarnă a unui reprezentant al României în proba de skeleton.
Cel mai bun rezultat obținut de delegația României a fost locul 10 obținut de ștafeta feminină de 4x6 km, formată din Dana Plotogea, Éva Tófalvi, Mihaela Purdea și Reka Ferencz . Alte clasări bune au fost cele două locuri 11 obținute de biatlonista Éva Tófalvi în cursa de 15 km individual și de echipajul de bob - 2 persoane, format din Nicolae Istrate și Florin Cezar Crăciun.
Rezultatele celorlalte concurente în proba de biatlon au fost slabe. Cea mai bună clasare în probele de schi a fost locul 16 obținut de echipajul de sprint la schi fond, format din Paul Constantin Pepene și Petrică Hogiu. Înscrisă la trei probe, schioarea Edith Miklos a suferit o întindere de ligamente în proba de coborâre, în momentul căzăturii rupând trei garduri. Ea nu a mai luat startul în celelalte două probe. Schioarea Ruxandra Nedelcu s-a accidentat în probele de calificări, suferind o fractură de platou tibial și ruptură de menisc cu mică distanță înainte de linia de sosire. Violeta Strămăturaru s-a accidentat la o ședință de pregătire și nu a mai concurat, în timp ce sora ei, Raluca (locul 21) și Mihaela Chiraș au avut și ele probleme cu sania. La prima participare în proba de skeleton, reprezentanta României Maria Marinela Mazilu s-a clasat pe ultimul loc (locul 19).
La această ediție a Jocurilor Olimpice, delegația României nu a obținut niciun punct.

## Premierea sportivilor
Comitetul Olimpic și Sportiv Român a premiat cele patru componente ale echipei feminine de ștafetă 4x6 km la biatlon (care a terminat pe locul 10), cu câte 5.000 de euro.

## Biatlon
| Sportiv                                                      | Probă                     | Ținte ratate | Timp                                      | Loc |
| ------------------------------------------------------------ | ------------------------- | ------------ | ----------------------------------------- | --- |
| Alexandra Stoian                                             | 7.5 km sprint (f)         | 4            | 24:04,6                                   | 85  |
| Dana Plotogea                                                | 7.5 km sprint (f)         | 2            | 22:13,3                                   | 49  |
| Dana Plotogea                                                | 10 km pursuit (f)         | 3            | 36:38,8                                   | 52  |
| Dana Plotogea                                                | 15 km individual (f)      | 7            | 51:01,1                                   | 81  |
| Éva Tófalvi                                                  | 7.5 km sprint (f)         | 0            | 20:45,1                                   | 14  |
| Éva Tófalvi                                                  | 10 km pursuit (f)         | 2            | 32:26,3                                   | 19  |
| Éva Tófalvi                                                  | 15 km individual (f)      | 1            | 42:43,4                                   | 11  |
| Éva Tófalvi                                                  | 12.5 km start în bloc (f) | 5            | 38:00,7                                   | 24  |
| Mihaela Purdea                                               | 7.5 km sprint (f)         | 1            | 21:52,2                                   | 39  |
| Mihaela Purdea                                               | 10 km pursuit (f)         | 4            | 36:08,5                                   | 49  |
| Mihaela Purdea                                               | 15 km individual (f)      | 3            | 45:27,7                                   | 41  |
| Reka Ferencz                                                 | 15 km individual (f)      | 4            | 48:54,9                                   | 74  |
| Echipa Dana Plotogea Éva Tófalvi Mihaela Purdea Reka Ferencz | ștafetă 4x6 km (f)        | 7 1 2 4 0    | 1:12:32.9 18:10.6 17:47.8 18:23.2 18:11.3 | 10  |

## Bob
| Concurenți (Pilotul este primul)                                       | Probă               | Manșa 1 | Manșa 1 | Manșa 2 | Manșa 2 | Manșa 3 | Manșa 3 | Manșa 4 | Manșa 4 | Total      | Total     |
| Concurenți (Pilotul este primul)                                       | Timp                | Loc     | Timp    | Loc     | Timp    | Loc     | Timp    | Loc     | Timp    | Timp final | Loc final |
| ---------------------------------------------------------------------- | ------------------- | ------- | ------- | ------- | ------- | ------- | ------- | ------- | ------- | ---------- | --------- |
| Nicolae Istrate Florin Cezar Crăciun                                   | România I (Bob-2 m) | 52,19   | 10      | 52,41   | 9       | 52,40   | 14      | 52,43   | 11      | 3:29,43    | 11        |
| Carmen Radenovic Alina Vera Savin                                      | România I (Bob-2 f) | 54,41   | 18      | 54,46   | 16      | 54,82   |         | 54,58   |         | 3:38,27    | 15        |
| Nicolae Istrate Ioan Danuț Dovalciuc Ionuț Andrei Florin Cezar Crăciun | România I (Bob-4 m) | 52,05   |         | 52,00   |         | 52,34   |         | 52,50   |         | 3:28,89    | 15        |

## Patinaj artistic
| Sportiv        | Probă      | Program scurt | Program scurt | Program liber | Program liber | Total        | Total |
| Sportiv        | Probă      | Puncte        | Loc           | Puncte        | Loc           | Puncte       | Loc   |
| -------------- | ---------- | ------------- | ------------- | ------------- | ------------- | ------------ | ----- |
| Zoltán Kelemen | Simplu (m) | 51,95         | 29            | Nu a avansat  | Nu a avansat  | Nu a avansat | 29    |

## Patinaj viteză pe pistă scurtă
| Sportiv        | Probă      | Serii    | Serii | Semifinale   | Semifinale   | Finala       | Finala       | Final |
| Sportiv        | Probă      | Timp     | Loc   | Timp         | Loc          | Timp         | Loc          |       |
| -------------- | ---------- | -------- | ----- | ------------ | ------------ | ------------ | ------------ | ----- |
| Katalin Kristo | 1500 m (f) | 2:36,022 | 4     | Nu a avansat | Nu a avansat | Nu a avansat | Nu a avansat | 24    |

## Sanie
| Sportiv                     | Probă      | Rezultat          | Rezultat          | Rezultat                   | Rezultat                   | Rezultat          | Rezultat |
| Sportiv                     | Probă      | Manșa 1           | Manșa 2           | Manșa 3                    | Manșa 4                    | Timp              | Loc      |
| --------------------------- | ---------- | ----------------- | ----------------- | -------------------------- | -------------------------- | ----------------- | -------- |
| Valentin Crețu              | Simplu (m) | 49,726            | 50,224            | 49,931                     | 49,594                     | 3:19,475          | 31       |
|                             |            |                   |                   |                            |                            |                   |          |
| Raluca Strămaturaru         | Simplu (f) | 42,475            | 42,198            | 42,815                     | 42,584                     | 2:50,072          | 21       |
| Mihaela Chiraș              | Simplu (f) | 43,494            | nu a terminat     | nu a terminat              | nu a terminat              | nu a terminat     |          |
| Violeta Strămăturaru        | Simplu (f) | nu a luat startul | nu a luat startul | nu a luat startul          | nu a luat startul          | nu a luat startul |          |
|                             |            |                   |                   |                            |                            |                   |          |
| Cosmin Chetroiu Ionuț Țăran | Dublu (m)  | 42.360            | 42.271            | La dublu sunt doar 2 manșe | La dublu sunt doar 2 manșe | 1:24,631          | 17       |
| Paul Ifrim Andrei Anghel    | Dublu (m)  | 43.007            | 42.466            | La dublu sunt doar 2 manșe | La dublu sunt doar 2 manșe | 1:25,473          | 20       |

## Schi acrobatic
| Sportiv          | Probă         | Calificări | Calificări | Optimi       | Sferturi     | Semifinală   | Finală       | Loc |
| Sportiv          | Probă         | Timp       | Loc        | Loc          | Loc          | Loc          | Loc          | Loc |
| ---------------- | ------------- | ---------- | ---------- | ------------ | ------------ | ------------ | ------------ | --- |
| Ruxandra Nedelcu | Ski cross (f) | 1:23,04    | 33         | nu a avansat | nu a avansat | nu a avansat | nu a avansat | 33  |

## Schi alpin
| Sportiv          | Probă                  | Manșa 1           | Manșa 2           | Total             | Loc               |
| ---------------- | ---------------------- | ----------------- | ----------------- | ----------------- | ----------------- |
| Ioan-Gabriel Nan | Slalom (m)             | nu a terminat     | nu a terminat     | nu a terminat     | nu a terminat     |
| Ioan-Gabriel Nan | Slalom uriaș (m)       | 1:23,86           | 1:26,15           | 2:50,01           | 49                |
| Dragos Staicu    | Coborâre (m)           |                   |                   | nu a terminat     | nu a terminat     |
|                  |                        |                   |                   |                   |                   |
| Edith Miklos     | Coborâre (f)           |                   |                   | nu a terminat     | nu a terminat     |
| Edith Miklos     | Slalom super-uriaș (f) |                   |                   | nu a luat startul | nu a luat startul |
| Edith Miklos     | Slalom (f)             | nu a luat startul | nu a luat startul | nu a luat startul | nu a luat startul |

## Schi fond
Distanță
| Sportiv                | Probă             | Rezultat      | Rezultat      |
| Sportiv                | Probă             | Timp          | Loc           |
| ---------------------- | ----------------- | ------------- | ------------- |
| Paul Constantin Pepene | 15 km liber (m)   | 36:39,5       | 37            |
| Paul Constantin Pepene | 30 km pursuit (m) | 1:19:34,1     | 29            |
| Petrică Hogiu          | 15 km liber (m)   | 36:39,5       | 57            |
| Petrică Hogiu          | 30 km pursuit (m) | nu a terminat | nu a terminat |
|                        |                   |               |               |
| Monika Gyorgy          | 10 km liber (f)   | 27:19,5       | 43            |
| Monika Gyorgy          | 15 km pursuit (f) | 45:37,5       | 55            |
| Monika Gyorgy          | 30 km clasic (f)  | 1:44:03,5     | 47            |

Sprint
| Sportiv                              | Probă                | Calificări | Calificări | Sferturi     | Sferturi     | Semifinale   | Semifinale   | Finala       | Finala |
| Sportiv                              | Probă                | Timp       | Loc        | Timp         | Loc          | Timp         | Loc          | Timp         | Loc    |
| ------------------------------------ | -------------------- | ---------- | ---------- | ------------ | ------------ | ------------ | ------------ | ------------ | ------ |
| Monika Gyorgy                        | Sprint (f)           | 3:58.32    | 44         | nu a avansat | nu a avansat | nu a avansat | nu a avansat | nu a avansat | 44     |
| Paul Constantin Pepene Petrică Hogiu | Sprint pe echipe (m) | n/a        | n/a        | n/a          | n/a          | 19:09,2      | 9            | nu a avansat | 16     |

## Skeleton
| Sportiv               | Probă      | Rezultat | Rezultat | Rezultat | Rezultat | Rezultat | Rezultat |
| Sportiv               | Probă      | Manșa 1  | Manșa 2  | Manșa 3  | Manșa 4  | Total    | Loc      |
| --------------------- | ---------- | -------- | -------- | -------- | -------- | -------- | -------- |
| Maria Marinela Mazilu | Simplu (f) | 57,10    | 57,03    | 58,14    | 57,65    | 3:49,92  | 19       |